# Claude Bernard (padre)
O padre Claude Bernard (23 de dezembro de 1588 - 23 de março de 1641) era um padre católico romano francês que atuava no ministério a prisioneiros e criminosos, especialmente aqueles condenados à morte. Conhecido como "le pauvre prêtre" ("o padre pobre"), é lembrado principalmente como o divulgador do Memorare, do qual distribuiu mais de 200.000 exemplares em folhetos impressos em várias línguas.

## Vida
Claude Bernard nasceu em Dijon em 23 de dezembro de 1588. Seu pai era um distinto advogado, e ocupou sucessivamente cargos de honra e responsabilidade. O jovem Bernard foi educado no Jesuit College of Dole e foi conhecido por sua brilhante imaginação e inteligência. Pierre Le Camus, Bispo de Belley, instou-o a entrar no sacerdócio, mas ele recusou, dizendo que preferia a vida de um pobre cavalheiro à de um pobre padre. Pouco depois, ele foi para Paris como um protegido de M. de Bellegarde, governador da Borgonha. Por um tempo, a vida social da capital o atraiu; gradualmente, no entanto, algumas decepções juntamente com a morte de um amigo íntimo que foi morto em um duelo, trouxeram uma mudança decisiva em seu modo de vida e levaram à sua entrada no sacerdócio. Segundo um relato, ele teve um sonho com seu falecido pai alertando-o contra o mundanismo em que estava viciado. 
Foi ordenado pelo supracitado Bispo Le Camus e convidou para sua primeira missa os pobres da cidade, distribuindo-lhes todos os seus bens e, mais tarde, uma herança de 400.000 libras, ou cerca de oitenta mil dólares.  Os pobres, os enfermos e os prisioneiros eram seu cuidado especial. Pessoas ricas e ilustres procuraram sua companhia e contribuíram para suas instituições de caridade. Ele era amigo de Jean-Jacques Olier e São Vicente de Paulo. Fundou em Paris, para a educação dos pobres candidatos ao sacerdócio, o seminário de Trent-Trois. 
Ele contribuiu muito para popularizar a bela oração à Santíssima Virgem conhecida como Memorare, e afirmou em uma carta à Rainha Ana da Áustria, esposa do Rei Luís XIII da França, que ele próprio fora milagrosamente curado de uma doença por intercessão da Bem-aventurada Virgem Maria como resultado de sua recitação da oração.
Padre Bernard morreu em Paris, 23 de março de 1641.

Foi objeto de uma biografia em francês de 1913, Claude Bernard dit le pauvre prêtre do Comandante de Broqua, que foi o postulador da causa de canonização do Padre Bernard.